# Oribatella punctulata
Oribatella punctulata är en kvalsterart som beskrevs av Balogh 1958. Oribatella punctulata ingår i släktet Oribatella och familjen Oribatellidae. Inga underarter finns listade i Catalogue of Life.